# Jean Müller
Pour les articles homonymes, voir Jean Muller (homonymie) et Muller.
Jean Müller, né le 9 mai 1828 à Teufenthal dans le canton d'Argovie et mort le 28 janvier 1896  à Genève, est un botaniste suisse qui fut directeur de l'herbier Delessert et du jardin botanique de Genève. Il utilisait le pseudonyme latin (langue de description jusqu'au milieu du XXe siècle) de Johannes Müller Argoviensis (Jean Müller d'Argovie), comme d'autres le faisaient aussi, le plus célèbre étant Carl von Linné (Carolus Linnæus).

## Biographie
Jean Müller naît dans une famille d'agriculteurs. Il poursuit ses études secondaires à l'école secondaire de Reinach et ensuite au Gymnasium, puis entre à l'école industrielle d'Aarau, où il se passionne pour la botanique et les mathématiques. Il commence à se constituer un herbier de la flore d'Aarau, encouragé par Hans Schinz. En 1850 et 1851, il étudie à Genève, où ses talents sont remarqués par Edmond Boissier et professeur de Candolle qui lui offre le poste vacant de conservateur de son herbier.
Au printemps 1851, il part herboriser avec le pasteur Duby dans le midi de la France. Les exsiccata issus de ce voyage sont transmis plus tard à plusieurs herbiers d'Europe. Ensuite, ils parcourent la Lombardie, le Tyrol et la région de Salzbourg. L'année suivante, Müller part avec Boissier herboriser dans les Alpes de Savoie, la vallée d'Aoste et le Piémont. Il consacre ensuite sa carrière à des études de classification, se contentant de quelques séjours de villégiatures en Savoie ou dans les montagnes suisses.
La Société helvétique des sciences naturelles publie sa première œuvre en 1857 Monographie de la famille des Résédacées qui reçoit le prix Candolle et qui lui permet d'obtenir le titre de docteur en philosophie de l'université de Zurich. Il publie ensuite des travaux sur les Euphorbiaceae, les Characeae, les mousses et les champignons. Son catalogue raisonné des lichens, publié en 1862, est remarqué par les lichénographes et constitue à cette époque l'ouvrage de référence. Toute sa vie, il se consacre à l'étude des lichens.
Il est nommé privat docent à Genève en 1868 et chargé de l'enseignement de la botanique médicale et pharmaceutique à l'Académie de Genève à partir de 1871. Il est titulaire de la chaire en 1876 et prend sa retraite en 1889 pour raisons de santé, se consacrant à l'herbier Delessert et à la direction du jardin botanique de Genève.
Il fut président de la Société botanique de Genève de 1878 à 1882. Il était membre de la Société linnéenne de Londres, de la Société botanique allemande, de la Société royale de botanique de Belgique, de l'Académie léopoldine-carolienne, de la Société impériale des naturalistes de Moscou, et d'autres sociétés savantes.

## Hommages
Le genre Muellerargia de la famille des cucurbitacés (originaire de Timor) en été nommé en son honneur par Alfred Cogniaux, ainsi que les espèces suivantes :
- (Plumbaginaceae) Armeria muelleri Huet[3]
- (Ranunculaceae) Ranunculus argoviensis W.Koch[4]
- (Rubiaceae) Psychotria argoviensis Steyerm.[5]
- (Typhaceae) Typha argoviensis Hausskn. ex Asch. & Graebn.[6]